# Hannan (Osaka)
Hannan (阪南市, Hannan-shi) est une ville située dans la préfecture d'Osaka, au Japon. Au 30 novembre 2021, la ville comptait une population estimée à 52 350 habitants répartis dans 24 093 ménages et une densité de population de 1 400 personnes par km². La superficie totale de la ville est de 36,17 kilomètres carrés.

## Géographie
Hannan est située dans la partie sud-ouest de la préfecture d'Osaka, bordée au nord par la baie d'Osaka, et au sud par les monts Izumi et la préfecture de Wakayama. La ville se trouve à environ 45 kilomètres du centre d'Osaka et à environ 10 kilomètres du centre de Wakayama.

Hannan au sein de la préfecture d'Osaka.

## Climat
Hannan a un climat subtropical humide, caractérisé par des étés chauds et humides, et des hivers frais avec peu ou pas de neige. Il y a en moyenne 1713mm de précipitations par an, septembre étant le mois le plus humide. La température moyenne annuelle est de 15,9°C, avec un maximum en août à environ 26,7 °C et un minimum en janvier à environ 5,7 °C.

## Démographie
Selon les données du recensement japonais, la population de Hannan a augmenté de 1990 à 2000, et a commencé à décliner lentement depuis. 

## Histoire
Hannan est une municipalité ayant le statut de ville (市, shi) dans la préfecture d'Osaka, au Japon. La ville a reçu ce statut en 1991.
Hannan est la ville créée le plus récemment dans la préfecture.

## Économie
À l'époque d'Edo, 40 à 50 % des terres cultivables étaient consacrées à la culture du coton. Au XXIe siècle, la pêche, l'agriculture et la production de saké sont les activités économiques les plus importantes de la ville.

## Culture
La plage Pichi-pichi se trouve sur le territoire de cette ville.

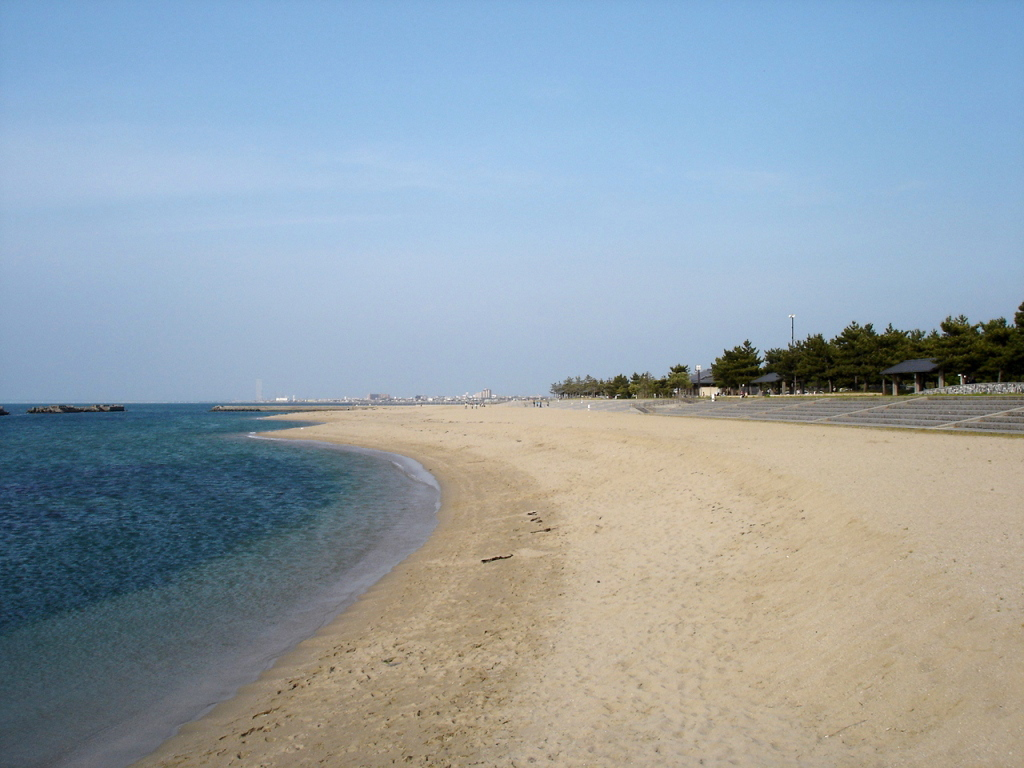
Plage Pichi-pichi.

Hannan est connue pour son saké, le Naniwa-masamune.

## Personnalités nées à Hannan
- Yusuke Izaki (né en 1984), acteur et chanteur